# Valerian Alexandrovič Zorin
Valerian Alexandrovič Zorin, rusky Валериан Александрович Зорин (14. ledna 1902 Novočerkassk – 14. ledna 1986 Moskva) byl sovětský diplomat, v letech 1945–47 velvyslanec v Československu a v letech 1952–53 a 1960–62 stálý zástupce Sovětského svazu při Organizaci spojených národů. Podílel se na instalaci KSČ do vedoucí role v Československu a potažmo na přípravě komunistického převratu roku 1948.

## Život
Po vstupu do KSSS roku 1922 zastával vedoucí pozice v Moskevském městském výboru a Ústředním výboru Komsomolu, a to až do roku 1932. Roku 1935 absolvoval Vyšší komunistický institut vzdělávání. V letech 1935 až 1941 pracoval v různých stranických funkcích a také jako učitel. V roce 1941 nastoupil na Ministerstvo zahraničních věcí SSSR. V letech 1945 až 1947 působil jako sovětský velvyslanec v Československu. Poté zastával post náměstka ministra zahraničních věcí (1947 až 1955), přičemž v tomto období vykonával i jiné funkce; byl vedoucím Informačního výboru Ministerstva zahraničních věcí – sovětské vnější špionáže (1949 až 1952) a stálým zástupcem SSSR při OSN (1952 až 1953).
Roku 1955 byl jmenován velvyslancem v Západním Německu, ale již následujícího roku se vrátil zpět na post náměstka Ministerstva zahraničních věcí, který zastával až do roku 1965. Spolu s tím byl v letech 1960 až 1962 opět stálým zástupcem SSSR při OSN; v této funkci působil i ve vypjatém období kubánské krize, kdy na půdě OSN čelil americkému zástupci Adlai Stevensonovi. Poté až do roku 1971 působil jako velvyslanec ve Francii. V letech 1961 až 1971 byl členem Ústředního výboru KSSS. Za své diplomatické služby obdržel tři Řády Lenina.
Českou veřejností byl podezříván z podílu na smrti Jana Masaryka, který zemřel 10. března 1948.

## Rodina

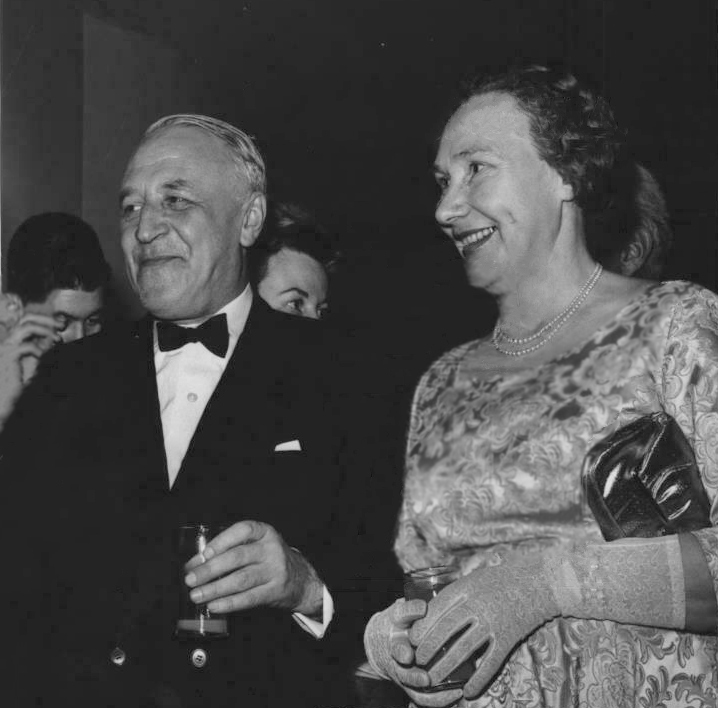
Valerian Zorin s manželkou Marií Pavlovnou 3. března 1962

Děti: Zora Válková (1933–1977), literární vědkyně, druhá manželka ministra kultury Slovenské socialistické republiky, básníka a spisovatele  Miroslava Válka